# NGC 630
NGC 630 è una vasta galassia ellittica situata nella costellazione dello Scultore, a una distanza di circa 275 milioni di anni luce dalla nostra Via Lattea.

## Scoperta
La galassia è stata scoperta il 23 ottobre 1835 dall'astronomo britannico John Herschel.